# Pierre de Bertier
Pour les articles homonymes, voir Bertier.
Pierre de Bertier (né à Toulouse le 13 janvier 1606 - mort à Montauban le 28 juin ou 28 juillet 1674) fut coadjuteur en 1636 puis évêque de Montauban de 1652 à sa mort. Il est reconnu pour ses talents oratoires.

## Biographie
Fils de Jean de Bertier, seigneur de Saint-Geniès (mort en 1653), président au parlement de Toulouse et de son épouse Éléonore d'Esplas de Graniague, Pierre de Bertier commence sa formation au collège de jésuites de Tournon, puis pour la philosophie au collège d'Harcourt vers 1626-1627.[réf. nécessaire]
Il devient en 1632 docteur de la Sorbonne, chanoine et archidiacre de Toulouse, abbé commendataire de l'abbaye Notre-Dame de Lieu-Restauré dans le diocèse de Soissons avant 1630. Il prêche à Paris dans l'église Saint-Germain-l'Auxerrois et à Senlis après avoir été ordonné en 1632
Il est nommé le 9 janvier 1634 par le roi Louis XIII, à la demande de Richelieu, coadjuteur de l'évêque de Montauban. Le cardinal de Richelieu estime en effet que l'évêque en place Anne Carrion de Murviel manque de résolution dans son combat contre les calvinistes tout puissants dans son diocèse. Le pape Urbain VIII ne confirme sa désignation que par sa bulle du 7 avril 1636 et le nomme également le même jour évêque titulaire d'Utique (de) en Afrique. Il est consacré évêque dans l'église métropolitaine de Toulouse par son oncle, Jean-Louis de Bertier, évêque de Rieux le 31 août suivant. Dès 1639, il prend en main de facto les affaires que lui délègue l'évêque Anne de Murviel, qui « sentait la charge du diocèse trop lourde pour lui » notamment lorsqu'à la demande de l'assemblée du clergé de Carcassonne, il est chargé de porter au roi les plaintes de la province ecclésiastique.
À la mort de Louis XIII, Pierre de Bertier prononce à la Sorbonne le 29 juillet 1643 l'oraison funèbre du roi. Reconnu pour ses talents oratoires, il a prononcé aussi les oraisons funèbres du  maréchal Henri de Schomberg (1632), du cardinal de La Rochefoucauld (1645), de Jean Armand de Maillé (1646), duc de Fronsac et celle de l'archevêque de Toulouse Charles de Montchal (1651) jusqu'à celle d'Henriette Marie de France.
À la mort de Murviel, Pierre III de Bertier lui succède le 8 septembre 1652. Le nouvel évêque s'attache dès sa prise officielle de fonctions à la création d'un séminaire pour former des prêtres. D'abord établi à Montech, il est ensuite transféré à Montauban. Le 8 juin 1654, c'est lui qui prononce le discours lors du sacre du roi Louis XIV à Reims, connu sous le titre de « Remonstrance faicte au Roy, en la ville de Rheims » . Il œuvre pour faire progresser la doctrine catholique dans son diocèse, terre de protestantisme et combat également vigoureusement le jansénisme. Il fait établir par Camille Daux une traduction du nouveau testament qui est répandue à cent mille exemplaires dans le diocèse. Il est aussi à l'origine de la réactivation du culte de Théodard de Narbonne, patron de Montauban, dont dès 1652 il fait établir l'inventaire du reliquaire qui contient ses ossements, actuellement dans l'église de Villebrumier.
En 1663, Pierre III de Berthier est à l'origine des travaux du nouveau palais épiscopal, l'actuel musée Ingres, et de ses jardins, qui ne sera terminé en 1680 que sous son successeur Jean-Baptiste-Michel Colbert de Saint-Pouange. En 1672, il commande des grandes orgues pour la cathédrale Saint-Jacques qui seront transférées dans l'actuelle cathédrale Notre-Dame-de-l'Assomption de Montauban en 1741. Pierre III de Berthier meurt accidentellement à l'âge de 66 ans, le 28 juin ou 28 juillet 1674, à la suite d'une chute provoquée par les chevaux de son carrosse.